# Castell de Piñeres
Bolera de los Moros va ser una fortalesa construïda entre els segles viii i XI, les ruïnes de la qual són conegudes com a castell de Piñeres. Les excavacions coordinades per Pedro Sarabia van confirmar la presència d'una torre de planta trapezoïdal, una talaia de planta ovoide amb diàmetre de 10 i 6 metres, separada de la primera estructura per un pati, muralles i una primitiva ermita advocada a Santa Catalina de la que només queden els fonaments. Està situat sobre el Picu Jozarcu, en el terme municipal de Peñarrubia (Cantàbria, Espanya). Va ser declarat bé d'interès cultural com a zona arqueològica per llei 16/1985, havent estat protegit ja el 22 d'abril de 1949. Com d'altres castells coetanis de Cantàbria, Bolera de los Moros sembla haver estat relacionat amb l'alfoz de Peñarrubia. La seva proximitat a l'església mossàrab de Santa Maria de Lebeña i l'existència del topònim «cova de La Mora» a la rodalia, pot indicar que aquesta zona va acollir a exiliats cristians procedents de les terres islamitzades del sud. A Liébana es diu que se l'anomena Bolera de los Moros perquè en aquest lloc els moros jugaven amb bitlles i boles fabricades en or.
És el vestigi no prehistòric més antic de Peñarrubia, i probablement va jugar un important paper com a talaia estratègica de vigilància dels accessos a la costa. A més de les diferents estructures s'han trobat ossos, metalls i diverses ceràmiques, algunes decorades i, especialment, del tipus a peine, comú a Astúries. La decoració trobada, pintada i estriada, és característica de l'art de repoblació.
El 1999 es van excavar entorn de 300 m² del jaciment, descobrint els llits dels murs i els fonaments de les estructures que el formen, assentant les restes i condicionant la zona per a la seva visita, incloent-hi la creació d'un aparcament i la seva deguda senyalització.